# Internamiento involuntario
El internamiento involuntario, internamiento civil o hospitalización involuntaria, o informalmente en el Reino Unido «ser seccionado», es un proceso legal mediante el cual una persona que, según un profesional cualificado, presenta síntomas de un trastorno mental grave es internada en un hospital psiquiátrico (paciente interno) donde puede ser tratada de manera involuntaria. Este tratamiento puede incluir la administración de fármacos psicoactivos, incluso de forma involuntaria. En muchas jurisdicciones, las personas diagnosticadas con trastornos de salud mental también pueden ser obligadas a recibir tratamiento en la comunidad; esto a veces se denomina tratamiento ambulatorio obligatorio y comparte procesos legales con el internamiento.
Los criterios para el internamiento civil están establecidos por leyes que varían entre países. Los procedimientos de internamiento suelen seguir a un período de hospitalización de emergencia, durante el cual una persona con síntomas psiquiátricos agudos es confinada por un período breve (por ejemplo, 72 horas) en un centro de tratamiento para evaluación y estabilización por parte de profesionales de salud mental, quienes luego determinan si es apropiado o necesario un internamiento civil adicional. Los procedimientos de internamiento pueden tener lugar en un tribunal o involucrar solo a médicos. Si el internamiento no involucra a un tribunal, normalmente existe un proceso de apelación que sí involucra al poder judicial en cierta capacidad, aunque posiblemente a través de un tribunal especializado.

## Propósito
En la mayoría de las jurisdicciones, el internamiento involuntario se aplica a personas que se cree que padecen una enfermedad mental que afecta su capacidad de razonar hasta tal punto que los agentes de la ley, el estado o los tribunales determinan que las decisiones se tomarán por la persona bajo un marco legal. En algunas jurisdicciones, esto es un procedimiento distinto a ser considerado incompetente. El internamiento involuntario se utiliza en algún grado para los siguientes casos, aunque los criterios varían entre jurisdicciones. Algunas jurisdicciones limitan el tratamiento involuntario a personas que cumplen con los criterios legales de representar un peligro para sí mismas o para otros. Otras jurisdicciones tienen criterios más amplios. El proceso legal para el internamiento varía entre jurisdicciones. Algunas jurisdicciones tienen una audiencia judicial formal donde se pueden presentar testimonios y otras pruebas, y el sujeto de la audiencia generalmente tiene derecho a un abogado y puede impugnar una orden de internamiento a través de habeas corpus. Otras jurisdicciones delegan este poder a los médicos, aunque pueden proporcionar un proceso de apelación que involucra al poder judicial, pero también puede incluir a médicos. Por ejemplo, en el Reino Unido, un tribunal de salud mental está compuesto por un juez, un miembro médico y un representante laico.

### Primeros auxilios
La capacitación en primeros auxilios en salud mental está cada vez más disponible para equipar a miembros de la comunidad, como maestros, administradores escolares, policías y trabajadores médicos, con formación para reconocer y manejar situaciones donde las evaluaciones involuntarias de comportamiento son aplicables según la ley. La extensión de la formación en primeros auxilios para cubrir problemas y crisis de salud mental es un desarrollo reciente. Un curso de capacitación en primeros auxilios en salud mental se desarrolló en Australia en 2001 y se ha encontrado que mejora la asistencia proporcionada a personas con una supuesta enfermedad mental o crisis de salud mental. Esta forma de capacitación se ha extendido a varios países (Canadá, Finlandia, Hong Kong, Irlanda, Singapur, Escocia, Inglaterra, Gales y Estados Unidos). El triaje de salud mental puede usarse en una sala de emergencias para determinar el riesgo potencial y aplicar protocolos de tratamiento.

### Contención del peligro
Austria, Bélgica, Alemania, Israel, Países Bajos, Irlanda del Norte, la República de Irlanda, Rusia, Taiwán, Ontario (Canadá) y Estados Unidos han adoptado criterios de internamiento basados en la presunta peligrosidad del acusado para sí mismo o para otros.
Las personas con pensamientos suicidas pueden actuar según estos impulsos y hacerse daño o quitarse la vida.
Las personas con psicosis ocasionalmente son impulsadas por sus delirios o alucinaciones a hacerse daño a sí mismas o a otros. La investigación ha encontrado que aquellos con esquizofrenia tienen entre 3,4 y 7,4 veces más probabilidades de participar en comportamientos violentos que los miembros del público en general. Sin embargo, debido a que otros factores de confusión como la adversidad infantil y la pobreza están correlacionados tanto con la esquizofrenia como con la violencia, puede ser difícil determinar si este efecto se debe a la esquizofrenia u otros factores. En un intento por evitar estos factores de confusión, los investigadores han comparado las tasas de violencia entre personas diagnosticadas con esquizofrenia y sus hermanos de manera similar a los estudios de gemelos. En estos estudios, se encontró que las personas con esquizofrenia tienen entre 1,3 y 1,8 veces más probabilidades de participar en comportamientos violentos.
Las personas con ciertos tipos de trastornos de personalidad pueden ocasionalmente presentar un peligro para sí mismas o para otros.
Esta preocupación ha encontrado expresión en los estándares para el internamiento involuntario en todos los estados de EE. UU. y en otros países como el estándar de «peligro para sí mismo o para otros», a veces complementado con el requisito de que el peligro sea inminente. En algunas jurisdicciones,[¿cuál?] el estándar de peligro para sí mismo o para otros se ha ampliado en los últimos años para incluir criterios de necesidad de tratamiento como «gravemente discapacitado».

## Desinstitucionalización
A partir de la década de 1960, ha habido una tendencia mundial hacia la transferencia de pacientes psiquiátricos de entornos hospitalarios a entornos menos restrictivos en la comunidad, un cambio conocido como «desinstitucionalización». Debido a que este cambio no estuvo acompañado por un desarrollo proporcional de servicios basados en la comunidad, los críticos dicen que la desinstitucionalización ha llevado a un gran número de personas que antes habrían sido pacientes internos a ser encarceladas o quedarse sin hogar. En algunas jurisdicciones, se han aprobado leyes que autorizan el tratamiento ambulatorio ordenado por un tribunal en un esfuerzo por obligar a las personas con enfermedades mentales graves crónicas no tratadas a tomar medicación psiquiátrica mientras viven fuera del hospital (por ejemplo, Ley de Laura, Ley de Kendra).
En un estudio de 269 pacientes del Hospital Estatal de Vermont realizado por Courtenay M. Harding y asociados, aproximadamente dos tercios de los expacientes tuvieron un buen desempeño después de la desinstitucionalización.

## En el mundo

### Francia
En 1838, Francia promulgó una ley para regular tanto las admisiones en asilos como los servicios de los asilos en todo el país. Édouard Séguin desarrolló un enfoque sistemático para entrenar a personas con deficiencias mentales, y, en 1839, abrió la primera escuela para personas con discapacidad intelectual. Su método de tratamiento se basaba en la idea de que las personas con discapacidad intelectual no padecían una enfermedad.

### Reino Unido
En el Reino Unido, la provisión para el cuidado de los enfermos mentales comenzó a principios del siglo XIX con un esfuerzo liderado por el estado. Los asilos públicos fueron establecidos en Gran Bretaña después de la aprobación de la Ley de Asilos del Condado de 1808. Esto permitió a los magistrados construir asilos con apoyo fiscal en cada condado para albergar a los numerosos «lunáticos indigentes». Nueve condados solicitaron primero, y el primer asilo público abrió en 1812 en Nottinghamshire. Se establecieron Comités Parlamentarios para investigar abusos en casas de locos privadas como el Hospital de Bethlem – sus oficiales fueron finalmente despedidos y la atención nacional se centró en el uso rutinario de barras, cadenas y esposas y las condiciones insalubres en las que vivían los internos. Sin embargo, no fue hasta 1828 que los recién nombrados Comisionados en Locura fueron autorizados para licenciar y supervisar asilos privados.

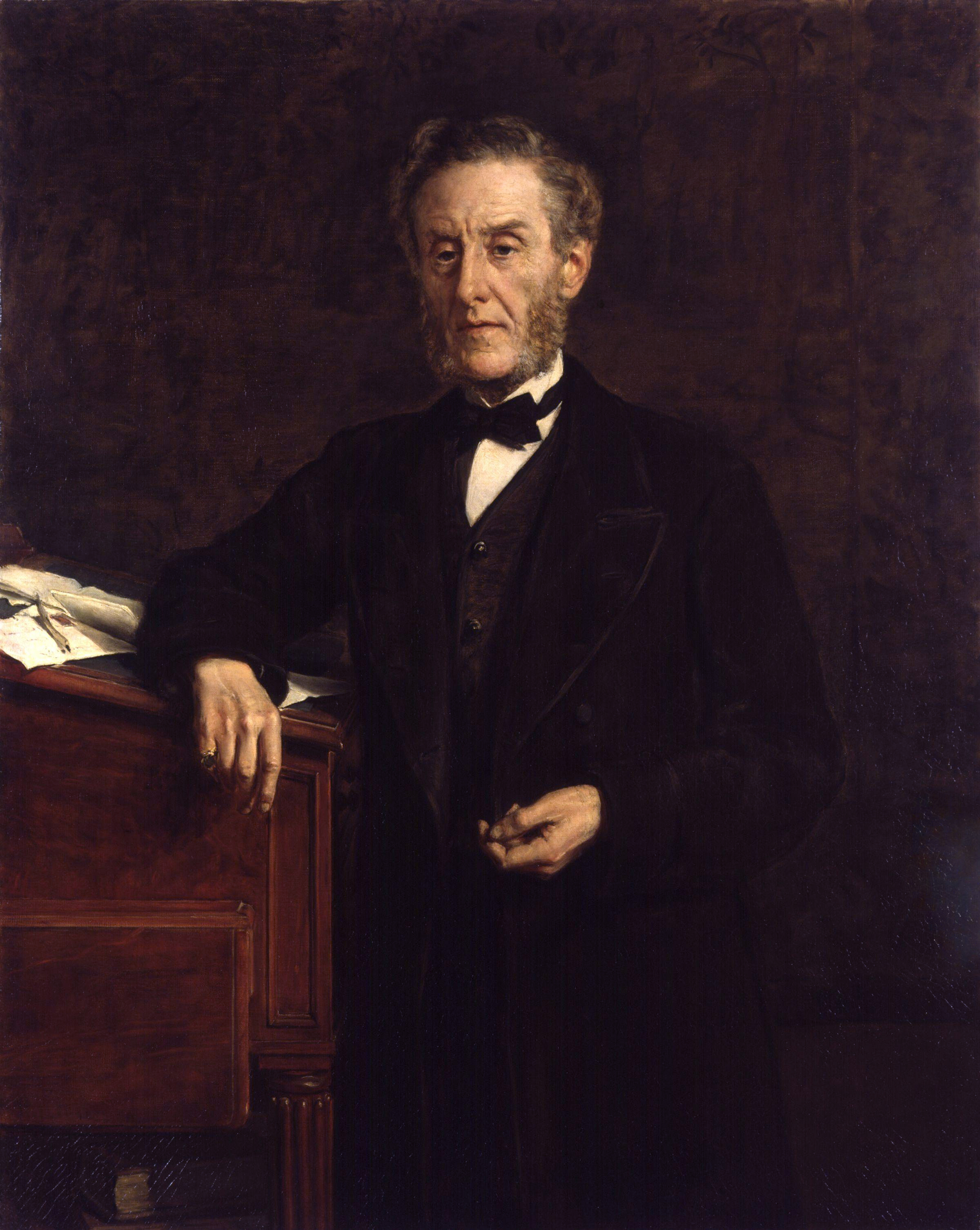
Lord Shaftesbury, un vigoroso defensor de la reforma de la ley de locura en Inglaterra, y jefe de la Comisión de Locura durante 40 años.

La Ley de Locura de 1845 fue un hito en el tratamiento de los enfermos mentales, ya que cambió explícitamente su estatus a pacientes que requerían tratamiento. La ley creó la Comisión de Locura, encabezada por Lord Shaftesbury, enfocada en la reforma de la legislación sobre la locura. La comisión estaba formada por once Comisionados Metropolitanos que debían cumplir con las disposiciones de la ley; la construcción obligatoria de asilos en cada condado, con inspecciones regulares en nombre del secretario del Interior. Todos los asilos debían tener regulaciones escritas y un médico residente cualificado. En 1866 se estableció un organismo nacional para superintendentes de asilos – la Asociación Médico-Psicológica – bajo la presidencia de William A. F. Browne, aunque este organismo apareció en una forma anterior en 1841.
A finales del siglo XIX, había casi 300 asilos públicos y privados en Gran Bretaña e Irlanda. A finales de la década de 1890 y principios de la de 1900, los internados habían aumentado a cientos de miles. Sin embargo, la idea de que la enfermedad mental podía ser mejorada mediante la institucionalización pronto se vio decepcionada. Los psiquiatras enfrentaban la presión de una población de pacientes en constante aumento. El número promedio de pacientes en asilos seguía creciendo. Los asilos rápidamente se volvieron casi indistinguibles de las instituciones de custodia, y la reputación de la psiquiatría en el mundo médico estaba en un mínimo extremo.
En tiempos modernos, la detención y el tratamiento involuntarios sin acuerdo, regulados bajo varias secciones de la Ley de Salud Mental de 1983, se conocen informalmente como «ser seccionado». El seccionamiento ahora está regulado por la Ley de Salud Mental de 2007 en Inglaterra y Gales, la Ley de Salud Mental (Cuidado y Tratamiento) (Escocia) de 2003 en Escocia y otra legislación en Irlanda del Norte.

### Estados Unidos
En los Estados Unidos, la construcción de asilos estatales comenzó con la primera ley para la creación de uno en Nueva York, aprobada en 1842. El Hospital Estatal de Utica abrió aproximadamente en 1850. La creación de este hospital, como muchos otros, fue en gran parte obra de Dorothea Lynde Dix, cuyos esfuerzos filantrópicos se extendieron por muchos estados y en Europa hasta Constantinopla. Muchos hospitales estatales en los Estados Unidos se construyeron en las décadas de 1850 y 1860 según el Plan Kirkbride, un estilo arquitectónico destinado a tener un efecto curativo.
En los Estados Unidos y la mayoría de las sociedades desarrolladas, se han impuesto restricciones severas sobre las circunstancias bajo las cuales una persona puede ser internada o tratada contra su voluntad, ya que dichas acciones han sido consideradas por la Corte Suprema de los Estados Unidos y otros organismos legislativos nacionales como una violación de los derechos civiles o derechos humanos. El caso de la Corte Suprema O'Connor v. Donaldson estableció que la mera presencia de una enfermedad mental y la necesidad de tratamiento no son suficientes por sí mismos para justificar el internamiento involuntario, si el paciente es capaz de sobrevivir en libertad y no presenta un peligro de daño para sí mismo o para otros. Los criterios para el internamiento involuntario generalmente son establecidos por los estados individuales y a menudo incluyen tipos de internamiento a corto y largo plazo. El internamiento a corto plazo suele durar unos pocos días o menos, requiriendo un examen por un profesional médico, mientras que el internamiento a largo plazo normalmente requiere una audiencia judicial o una sentencia como parte de un juicio penal. El internamiento indefinido es raro y generalmente está reservado para personas que son violentas o representan un peligro continuo para sí mismas y para otros.
Los funcionarios de la ciudad de Nueva York bajo varias administraciones han implementado programas que involucran la hospitalización involuntaria de personas con enfermedades mentales en la ciudad. Algunas de estas políticas han involucrado reinterpretar el estándar de «daño para sí mismos o para otros» para incluir el descuido de su propio bienestar o la posibilidad de causar daño a sí mismos o a otros en el futuro. En 1987-88, una mujer sin hogar llamada Joyce Brown trabajó con la Unión de Libertades Civiles de Nueva York para impugnar su hospitalización forzada bajo el programa de la administración del nuevo alcalde Ed Koch. El juicio, que atrajo una atención mediática significativa, terminó a su favor, y aunque la ciudad ganó en apelación, ella fue finalmente liberada después de que un caso posterior determinara que no podía ser medicada forzosamente. En 2022, el alcalde Eric Adams anunció un programa de hospitalización obligatoria similar, basándose en interpretaciones legales similares.
Históricamente, hasta mediados de la década de 1960 en la mayoría de las jurisdicciones de los Estados Unidos, todos los ingresos a instalaciones psiquiátricas públicas y la mayoría de los ingresos a las privadas eran involuntarios. Desde entonces, ha habido tendencias alternas hacia la abolición o reducción sustancial del internamiento involuntario, una tendencia conocida como desinstitucionalización. En muchas corrientes, las personas pueden ingresar voluntariamente a un hospital de salud mental y pueden tener más derechos que aquellos que son internados involuntariamente. Esta práctica se conoce como admisión voluntaria.
En los Estados Unidos, Kansas v. Hendricks estableció los procedimientos para una forma de internamiento a largo plazo o indefinido aplicable a personas condenadas por algunos delitos sexuales.

### Naciones Unidas
La Resolución 46/119 de la Asamblea General de las Naciones Unidas, «Principios para la protección de personas con enfermedades mentales y la mejora de la atención de la salud mental», es una resolución no vinculante que aboga por ciertos procedimientos ampliamente delineados para llevar a cabo el internamiento involuntario. Estos principios han sido utilizados en muchos países[¿cuál?] donde se han revisado leyes locales o se han implementado nuevas. La ONU ejecuta programas en algunos países para asistir en este proceso.

## Oposición a la práctica
Los peligros potenciales de las instituciones han sido notados y criticados por reformadores/activistas casi desde su fundación. Charles Dickens fue un crítico temprano, abierto y de alto perfil, y varias de sus novelas, en particular Oliver Twist y Tiempos difíciles demuestran su percepción del daño que las instituciones pueden causar a los seres humanos.
Enoch Powell, cuando era ministro de Salud a principios de la década de 1960, fue un oponente posterior que quedó horrorizado por lo que presenció en sus visitas a los asilos. En un discurso en 1961, pidió la integración de los asilos en los hospitales generales:

«Allí están, aislados, majestuosos, imponentes, presididos por la gigantesca torre de agua y la chimenea combinadas, que se alzan inconfundibles y desalentadoras en el campo – los asilos que nuestros antepasados construyeron con tal inmensa solidez para expresar las nociones de su época. No subestimen por un momento su poder de resistencia a nuestro asalto.»

Numerosos escándalos siguieron, con muchas investigaciones públicas de alto perfil. Estos involucraron la exposición de abusos como técnicas quirúrgicas no científicas como la lobotomía y el abandono y abuso generalizado de pacientes vulnerables en los EE. UU. y Europa. El creciente movimiento antipsiquiatría en las décadas de 1960 y 1970 llevó en Italia al primer desafío legislativo exitoso a la autoridad de las instituciones mentales, culminando en su cierre. Sin embargo, el internamiento involuntario nunca ha cesado de estar en vigor en Italia, a pesar de la evidencia de los resultados positivos de su eliminación. Un ejemplo destacado es el trabajo realizado por Giorgio Antonucci en los hospitales psiquiátricos Osservanza y Luigi Lolli en Imola, en el norte de Italia, donde Antonucci eliminó cualquier forma de coerción, aplicando un enfoque no psiquiátrico al sufrimiento humano.
Durante las décadas de 1970 y 1990, la población hospitalaria comenzó a disminuir rápidamente, principalmente debido a las muertes de internos a largo plazo. Se hicieron esfuerzos significativos para reubicar a un gran número de antiguos residentes en una variedad de alojamientos adecuados o alternativos. El primer hospital con más de 1,000 camas en cerrar fue el Hospital de Darenth Park en Kent, seguido rápidamente por muchos más en el Reino Unido. La rapidez de estos cierres bajo los gobiernos Conservadores liderados por Margaret Thatcher y John Major, resultó en críticas considerables en la prensa.

### Internamiento involuntario erróneo
Ha habido casos en los que profesionales de salud mental han considerado erróneamente que las personas presentaban síntomas de un trastorno mental, y las han internado para tratamiento en un hospital psiquiátrico por tales motivos. Las denuncias de internamiento erróneo son un tema común en el movimiento antipsiquiatría.
En 1860, el caso de Elizabeth Packard, quien fue internada erróneamente ese año y presentó una demanda que ganó posteriormente, destacó el problema del internamiento involuntario erróneo. En 1887, la periodista de investigación Nellie Bly se infiltró en un asilo en ciudad de Nueva York para exponer las terribles condiciones que enfrentaban los pacientes mentales en ese momento. Publicó sus hallazgos y experiencias como artículos en New York World, y luego los convirtió en un libro llamado Ten Days in a Mad-House.
En la primera mitad del siglo XX hubo algunos casos de alto perfil de internamiento erróneo basados en racismo o castigo por disidencia política. En la antigua Unión Soviética, los hospitales psiquiátricos fueron utilizados como prisiones para aislar a los presos políticos del resto de la sociedad. El dramaturgo británico Tom Stoppard escribió Every Good Boy Deserves Favour sobre la relación entre un paciente y su médico en uno de estos hospitales. Stoppard se inspiró en un encuentro con un exiliado ruso. En 1927, tras la ejecución de Sacco y Vanzetti en los Estados Unidos, la manifestante Aurora D'Angelo fue enviada a un centro de salud mental para una evaluación psiquiátrica después de participar en una manifestación en apoyo de los anarquistas.
A lo largo de las décadas de 1940 y 1950 en Canadá, 20,000 niños canadienses, llamados los Huérfanos de Duplessis, fueron certificados erróneamente como enfermos mentales y, como resultado, fueron internados en instituciones psiquiátricas donde presuntamente fueron obligados a tomar medicamentos psiquiátricos que no necesitaban y fueron abusados. Fueron nombrados en honor a Maurice Duplessis, el primer ministro de Quebec en ese momento, quien internó deliberadamente a estos niños para apropiarse indebidamente de subsidios adicionales del gobierno federal. Décadas más tarde, en la década de 1990, varios de los huérfanos demandaron a Quebec y a la Iglesia Católica por el abuso y las irregularidades. En 1958, el pastor y activista negro Clennon Washington King Jr. intentó inscribirse en la Universidad de Misisipi, que en ese momento era solo para blancos, para clases de verano; la policía local lo arrestó en secreto y lo internó involuntariamente en un hospital psiquiátrico durante 12 días.
Los pacientes pueden demandar si creen que han sido internados erróneamente. En un caso, Junius Wilson, un hombre afroamericano, fue internado en el Hospital Cherry en Goldsboro, Carolina del Norte en 1925 por un presunto delito sin juicio ni condena. Fue castrado. Continuó detenido en el Hospital Cherry durante los siguientes 67 años de su vida. Resultó que era sordo en lugar de estar mentalmente enfermo.
En muchos estados de EE. UU., los delincuentes sexuales que han cumplido un período de encarcelamiento pueden ser internados civilmente en una institución mental basándose en un hallazgo de peligrosidad debido a un trastorno mental. Aunque la Corte Suprema de los Estados Unidos determinó que esta práctica no constituye doble enjuiciamiento, organizaciones como la Asociación Psiquiátrica Americana (APA) se oponen firmemente a la práctica. El Grupo de Trabajo sobre Delincuentes Sexualmente Peligrosos, un componente del Consejo de Psiquiatría y Derecho de la APA, informó que «en la opinión del grupo de trabajo, las leyes de internamiento de depredadores sexuales representan un grave asalto a la integridad de la psiquiatría, particularmente con respecto a la definición de enfermedad mental y las condiciones clínicas para el tratamiento obligatorio. Además, al doblar el internamiento civil para servir propósitos esencialmente no médicos, los estatutos amenazan con socavar la legitimidad del modelo médico de internamiento.»

### En las artes creativas
- Cool Hand Luke
- if....
- Forrest Gump (novela)
  - Forrest Gump (película) basada en la novela
- Alguien voló sobre el nido del cuco (novela)
  - One Flew Over the Cuckoo's Nest (novela)
- Rebelde sin causa